# Giuseppe Antonio Silvani
Giuseppe Antonio Silvani (* 21. Januar 1672 in Bologna; † 1727 ebenda) war ein italienischer Musikverleger und Komponist.

## Leben
Silvani war ein Sohn des Musikverlegers Marino Silvani. Nach dessen Tod im Jahre 1711 übernahm er gemeinsam mit seinem Bruder Matteo das väterliche Geschäft. Zwischen 1712 und 1716 wurde er alleiniger Besitzer.
Er publizierte hauptsächlich Instrumentalmusik und Traktate, unter anderem von Angelo Berardi, Giovanni Paolo Colonna, Arcangelo Corelli.
Seit 1693 war er Mitglied der Accademia Filarmonica.